# Catch Me If You Can (少女時代歌曲)
《Catch Me If You Can》是韩国流行音乐女子团体少女时代的第9张日语单曲，為2015年第一張日文單曲，於2015年4月22日发行。距上一張日文單曲GALAXY SUPERNOVA相隔兩年。本作是在Jessica退團後，少女時代首次以8人形式推出的作品。

## 簡介
- 2月18日，SM娛樂宣布，少女時代在日本復出的第九張日文單曲名為“Catch Me If You Can”，將公佈2015年4月22日在日本上市。[1][2]這已經過了一年零7個月（19個月），對上一次發佈的日文單曲是“Galaxy Supernova”，發布於2013年9月。

- 3月23日，經過一個多月的等待，更多的信息被公佈關於新單曲。有人說，這首新歌將出售三個版本，除了常規/初回限定版和限量出版社特惠套餐，這將在中日雙方公佈4月22日，一個12英寸模擬唱片也將以獨占方式通過分發環球音樂商店於5月27日的專輯封面和海報，在白色上衣裁剪和軍事褲子成員也發布了一起公佈。[3]

- 4月1日，SM娛樂透露，日單“Catch Me If You Can”將于4月10日先行推出韓國語版。

- 4月10日中午12點，SM娛樂在YouTube等網絡媒體發布了韓語版MV，而日語版PV則在少女時代的日本唱片公司環球唱片的官方網站上首播。同時該日先行公開了「Catch Me If You Can（Korean.ver）」和B面曲「Girls（Korean.ver）」的音源，兩首歌的日文版則在4月22日與實體單曲同步發行。

- 4月28日，Oricon榜公佈少女時代的新單曲「Catch Me If You Can」的初動銷量為20835，這是少女時代歷年日文單曲中最低的銷售量。

- 6月22日，網絡媒體上出现疑为Jessica退团前所拍摄的日文版MV，而之前就有网友发现Jessica在综艺节目上也有清唱一小段该歌曲，部分粉丝不满SM娛樂，但是却有部分粉丝认为Jessica已经不是少女时代的成员，不想追究下去，造成少女时代粉丝和Jessica粉丝掀起一阵网络骂战。

## 曲目
| CD（初回生產限定盘，通常盘） | CD（初回生產限定盘，通常盘） | CD（初回生產限定盘，通常盘）     | CD（初回生產限定盘，通常盘）                                 | CD（初回生產限定盘，通常盘） |
| 曲序                         | 曲目                         |                                  | 作曲                                                         | 时长                         |
| ---------------------------- | ---------------------------- | -------------------------------- | ------------------------------------------------------------ | ---------------------------- |
| 1.                           | Catch Me If You Can          | Mafly, Choe A-Leum (Jam Factory) | Erik Lidbom, Jin Choi                                        | 3:45                         |
| 2.                           | Girls                        | Lee Seum-Lan                     | Roel De Meulemeester, Guy Balbaert, Stefanie De Meulemeester | 3:56                         |